# Symplocos robinfosteri
Symplocos robinfosteri är en tvåhjärtbladig växtart som beskrevs av B. Ståhl. Symplocos robinfosteri ingår i släktet Symplocos och familjen Symplocaceae. Inga underarter finns listade i Catalogue of Life.